# الدیز، لیمپوپو
الدیز، لیمپاپو (به لاتین: Alldays, Limpopo) یک شهرک در آفریقای جنوبی است که در لیمپوپو واقع شده‌است.